# Ali Fergani
Ali Fergani, arab. علي فرقاني (ur. 21 września 1952 w Onnaing) – algierski piłkarz i trener piłkarski. W latach 1995–1996 oraz 2004–2005 był selekcjonerem reprezentacji Algierii.

## Kariera piłkarska
Z reprezentacją narodową wystąpił na Mundialu 1982, na którym Algieria, mimo dwóch zwycięstw (z RFN i Chile), nie wyszła z grupy. Z klubem Jeunesse Sportive de Kabylie zdobył mistrzostwo Algierii. Oprócz JS Kabylie, grał też w NA Hussein Dey.

## Kariera szkoleniowa
Po zakończeniu kariery sportowej został asystentem Abdelhamida Kermalego, ówczesnego selekcjonera reprezentacji, która w 1990 roku triumfowała w rozgrywkach o Puchar Narodów Afryki. Później był trenerem Jeuenesse Sportive de Kabylie, z którym w 1995 roku wygrał afrykańską edycję Pucharu Zdobywców Pucharów. Ponadto pracował w kilku klubach w Tunezji.
Na przełomie 1995 i 1996 roku krótko prowadził reprezentację Algierii. W 2004 roku stery drużyny narodowej przejął od Belga Roberta Waseige. Został zwolniony w lipcu 2005 roku.